# Marathon de Cheverny
Le Marathon de Cheverny est une course pédestre de 42,195 km se déroulant à Cheverny, en Loir-et-Cher, au mois d'avril chaque année.

## Historique
L’ASJ athlétisme à La Chaussée Saint-Victor, club organisateur du marathon naquit en 1993. Au départ, les organisateurs sont des copains avec un point commun : la passion de la course à pied.
En octobre 1993, c’est l’organisation des premières foulées chausséennes à la Chaussée Saint-Victor, qui rencontrent un franc succès. Fort de cette réussite, ils décident de créer ce qui manque au département de Loir-et-Cher : un marathon.
Le 2 avril 1995, le rêve se réalise, et ce sont plus de 600 coureurs qui s’élancent face au château pour le 1er marathon de Chambord. Cette première édition est marquée par la présence du mythique Alain Mimoun, champion olympique de marathon à Melbourne en 1956.
Dès la 3e année, la barre des 1 000 participants est franchie, et en 2002, c’est Cheverny qui va accueillir les marathoniens pour une première édition. Le marathon de Cheverny obtiendra cette année-là, le ‘’Bipède d’or’’ de la convivialité. Cheverny représente d’ailleurs la région Centre dans le « Challenge de la convivialité, de la fête et des grands terroirs ».
De grands noms de la course à pied comme Pascal Fétizon, double champion de France de marathon et champion du monde de 100 km, ou Karine Herry, 7 fois championne de France de 100 km, ont inscrit plusieurs fois leurs noms au palmarès de l'épreuve.
En 2007, le record du nombre de participants terminant le marathon s'établit à1397. En 2017, ce sont 3000 marathoniens qui s’élancent devant le château. La 17e édition du marathon de Cheverny a lieu le 27 avril 2018 avec 818 arrivants.
Une pasta-party dans la salle des fêtes de Cour-Cheverny., des groupes musicaux sur le parcours, un ravitaillement gastronomique au 38e km, tels sont les ingrédients qui ont fait le succès du marathon de Cheverny,.

## Parcours
Le parcours se décompose en 3 boucles. Le départ est donné dans la cour du château de Cheverny pour une première petite boucle dans les rues de Cour-Cheverny. Les coureurs longent ensuite le golf de Cheverny pour attaquer la seconde boucle qui alterne passages en forêt et campagne.
Au 20e km, passage devant le château de Troussay. Au 22e km, les marathoniens entrent dans le parc du château par une allée bordée de cèdres plusieurs fois centenaires. Avant d'attaquer la dernière boucle, pratiquement identique à la seconde, les participants passent à proximité du château avant de franchir la ligne d'arrivée,.

## Palmarès

### Marathon de Cheverny
Résultats du marathon de Cheverny :
| Année      | Homme              | Temps              | Femme                  | Temps           |
| ---------- | ------------------ | ------------------ | ---------------------- | --------------- |
| 03/04/2022 | Baptiste Goetz     | 2 h 34 min 16 s    | Pauline Rottier        | 3 h 6 min 57 s  |
| 07/04/2019 | Antoine Dubreucq   | 2 h 24 min 34 s    | Coralie Baudoux        | 2 h 57 min 7 s  |
| 06/04/2018 | Vincent Minvielle  | 2 h 36 min 48 s    | Nathalie Aziz          | 3 h 17 min 2 s  |
| 06/04/2017 | Antoine Dubreucq   | 2 h 25 min 26 s    | Marion Barlaguet       | 3 h 0 min 23 s  |
| 06/04/2016 | Ludovic Dubreucq   | 2 h 31 min 50 s    | Sophie Leroy           | 3 h 12 min 21 s |
| 06/04/2015 | Ludovic Dubreucq   | 2 h 27 min 23 s    | Christine Denis Billet | 3 h 1 min 12 s  |
| 06/04/2014 | Régis Raymond      | 2 h 30 min 47 s    | Christine Mayonnade    | 3 h 13 min 57 s |
| 07/04/2013 | Jean-Jacques Moros | 2 h 33 min 16 s    | Martine Garrec         | 3 h 6 min 15 s  |
| 01/04/2012 | Jean-Jacques Moros | 2 h 31 min 11 s    | Mélanie Egalon         | 3 h 5 min 2 s   |
| 03/04/2011 | Sylvain Mouquet    | 2 h 26 min 55 s    | Séverine Lecoufle      | 2 h 56 min 32 s |
| 11/04/2010 | Régis Raymond      | 2 h 27 min 41 s    | Murielle Brionne       | 2 h 55 min 6 s  |
| 05/04/2009 | Thierry Foulhoux   | 2 h 31 min 0 s     | Murielle Brionne       | 2 h 52 min 41 s |
| 06/04/2008 | Thierry Foulhoux   | 2 h 31 min 3 s     | Nicole Volard-Gilet    | 2 h 53 min 6 s  |
| 01/04/2007 | Pascal Fétizon     | 2 h 25 min 36 s    | Nicole Volard-Gilet    | 2 h 54 min 38 s |
| 02/04/2006 | Thierry Foulhoux   | 2 h 29 min 17 s    | Valérie Lerat          | 3 h 3 min 7 s   |
| 03/04/2005 | Pascal Fétizon     | 2 h 25 min 19 s    | Karine Herry           | 2 h 58 min 47 s |
| 04/04/2004 | Pascal Fétizon     | 2 h 23 min 35 s RE | Régine L'Hermitte      | 3 h 2 min 41 s  |
| 06/04/2003 | Thierry Foulhoux   | 2 h 24 min 57 s    | Karine Herry           | 2 h 54 min 38 s |
| 07/04/2002 | Gérard Tardiveau   | 2 h 27 min 38 s    | Christine Denis-Billet | 2 h 53 min 57 s |

### Marathon de Chambord
Résultats du marathon de Chambord :
| Année      | Homme                | Temps              | Femme                     | Temps              |
| ---------- | -------------------- | ------------------ | ------------------------- | ------------------ |
| 01/05/2001 | Thierry Foulhoux     | 2 h 24 min 47 s    | Micheline Farnier         | 3 h 4 min 38 s     |
| 02/04/2000 | Thierry Foulhoux     | 2 h 24 min 58 s    | Karine Herry              | 2 h 51 min 48 s RE |
| 11/04/1999 | Thierry Guichard     | 2 h 21 min 56 s RE | Valentina Chatiaeva       | 2 h 56 min 29 s    |
| 05/04/1998 | Patrice Desrumaux    | 2 h 24 min 24 s    | Sylvie Delbart-Beaulieu   | 3 h 1 min 39 s     |
| 06/04/1997 | Thierry Guichard     | 2 h 23 min 26 s    | Gwenola Courdier          | 2 h 54 min 10 s    |
| 14/04/1996 | Thierry Guichard     | 2 h 23 min 37 s    | Monique Gauthier-Vasselet | 3 h 6 min 19 s     |
| 02/04/1995 | Antonio-Henri Ferraz | 2 h 26 min 31 s    | Malika Ait-Ouaret         | 3 h 18 min 45 s    |